# Maria Martens
Maria Johanna Theodora Martens (ur. 8 stycznia 1955 w Doetinchem) – holenderska polityk, teolog, w latach 1999–2009 posłanka do Parlamentu Europejskiego.

## Życiorys
W 1984 ukończyła wyższe studia teologiczne, kształciła się następnie w holenderskim instytucie marketingu (NIMA). Pracowała jako wykładowca filozofii, urzędnik państwowy i sekretarz w stowarzyszeniu społecznych organizacji katolickich (VKMO). Zaangażowana w działalność partii chadeckiej, objęła funkcję przewodniczącej CDA w Nijmegen. Pełniła też szereg stanowisk w organizacjach kościelnych i społecznych.
W latach 1999–2009 przez dwie kadencje sprawowała mandat posłanki do Parlamentu Europejskiego z ramienia Apelu Chrześcijańsko-Demokratycznego. W PE zasiadała w grupie Europejskiej Partii Ludowej i Europejskich Demokratów, pracowała m.in. w Komisji Rozwoju. W kolejnych wyborach nie uzyskała reelekcji. W 2011 i 2015 wybierana do Eerste Kamer, wyższej izby holenderskiego parlamentu.